# Giro angular

Existem cinco áreas importantes para a compreensão da linguagem. Em laranja está o giro angular, em amarelo o giro supramarginal, em azul a Área de Broca, em verde a Área de Wernicke e em rosa o córtex auditivo primário

Localizada no lobo parietal, próximo a parte superior do lobo temporal, e imediatamente posterior ao giro supramarginal.

Giro angular é uma região do cérebro envolvida em inúmeros processos relacionados a linguagem, processamento de números, cognição espacial, resgate de memórias, atenção e a teoria da mente. Estimulação nessa área pode causar uma impressão de que se está fora do próprio corpo, aparentando ser uma viagem astral.

## Lesão
Como o giro angular é uma parte do cérebro associada funções de linguagem complexas como leitura, escrita e interpretação de texto lesão a esta parte do cérebro causam a Síndrome de Gerstmann.
Os efeitos da lesão nessa área incluem:
- Agnosia (dificuldade de reconhecimento de objetos);
- Alexia (incapacidade de ler);
- Acalculia (incapacidade para usar operações aritméticas);
- Agrafia (incapacidade de escrever) e;
- Confusão mental.

## Diagnóstico
Um teste comum usado para identificar lesão nessa área é pedir ao paciente para identificar seus dedos, pois essa incapacidade é um dos sintomas mais peculiares da síndrome de Gerstmann. Testes psicológicos podem ser aplicados para avaliar a gravidade da lesão. Graças a plasticidade do cérebro é possível recuperar parcialmente ou totalmente essas funções em cerca de 2 anos de terapia multidisciplinar com acompanhamento de médicos, terapeutas ocupacionais, psicólogo e fonoaudiólogo. 